# Chelicerca semirubra
Chelicerca semirubra är en insektsart som beskrevs av Ross 2003. Chelicerca semirubra ingår i släktet Chelicerca och familjen Anisembiidae. Inga underarter finns listade i Catalogue of Life.